# Montcaret
Mont Caret (en francès Montcaret) és un municipi francès situat al departament de la Dordonya i a la regió de la Nova Aquitània.

## Demografia
| 1962                                       | 1968  | 1975  | 1982  | 1990  | 1999  | 2007  |
| ------------------------------------------ | ----- | ----- | ----- | ----- | ----- | ----- |
| 1.062                                      | 1.045 | 1.037 | 1.071 | 1.099 | 1.211 | 1.354 |
| Des de 1962: població sense dobles comptes |       |       |       |       |       |       |

## Administració
| Període   | Identitat             | Partit        |
| --------- | --------------------- | ------------- |
| 2000-2007 | Jean-Claude Raboisson |               |
| 2007-     | Daniel Lachaize       | Divers droite |